# 波斯猶太人
波斯犹太人又稱伊朗犹太人 (波斯語：‎，希伯來語：‎ ）是指伊朗或波斯境內的猶太人。阿契美尼德帝国时期就有犹太人移居伊朗。居鲁士二世率領波斯军队征服新巴比倫帝國後，釋放了巴比伦囚虏，其中就有犹太人。此時就有不少猶太人在波斯帝國境內定居。
1979年伊朗伊斯蘭革命爆發後，許多伊朗犹太人移民至其他國家。現今绝大多数伊朗犹太人在以色列和美国境內定居。以色列境內的伊朗猶太人主要在萨瓦村、内坦亚、耶路撒冷和特拉维夫等城市定居。美國境內的伊朗猶太人主要在洛杉矶、比佛利山和长岛北岸有定居。巴爾的摩和明尼阿波利斯-聖保羅都會區境內也有一定規模的伊朗猶太人人口。根据2016年伊朗人口普查，伊朗境內的犹太人人口为 9,826 人，  但其他非官方來源則表示這一數字為8,500人。 